# 東大和市立第六小学校
東大和市立第六小学校(ひがしやまとしりつ だいろくしょうがっこう)は、東京都東大和市にある公立小学校。

## 教育目標
- よく考える子
- 力を合わせる子
- たくましい子

## 沿革
1969年4月1日、大和町立第六小学校として開校。5月1日を開校記念日に定める。11月30日に新校舎が完成し、12月4日に移転する。
1970年4月1日、PTAが発足。5月10日には鉄棒や雲梯、砂場などの屋外体育施設が、7月27日にはプールが設置される。
1970年10月1日、東大和市の市制施行により、校名を東大和市立第六小学校に変更。
1971年3月25日、校章が制定される。3月31日、体育館が完成。10月20日には校舎に10の普通教室と理科室、図書室が増築される。1972年4月1日には飼育小屋や観察池が設置される。
1974年2月18日、校歌制定。8月15日に普通教室と図工室、音楽室が増築される。11月10日には岩石園が完成。1975年7月25日には校舎北側に水田を設置。
1977年3月31日には給食指導優良校として文部大臣賞を受賞する。
1978年10月8日、校旗完成。
1992年9月12日、第二土曜日を週休日とし週5日制を採用。2002年4月1日には完全週5日制に移行した。

## 通学区域
2016年(平成28年)現在の本校の校区は以下の通りである。
住所別通学区域
| 清水六丁目 | 狭山五丁目     | 清原一丁目                                                                      | 清原二丁目 | 仲原一 - 四丁目 |
| ---------- | -------------- | ------------------------------------------------------------------------------- | ---------- | --------------- |
| 全域       | 新青梅街道以南 | 都営東京街道団地北1～北9号棟、北109～北122号棟及び北アパート8、12～14を除く全域 | 全域       | 全域            |

## 交通
- 西武バス「団地北」下車5分
- 西武バス「東京街道団地」下車5分